# Áp Lợi Châu

Vị trí Áp Lợi Châu tại Hồng Kông

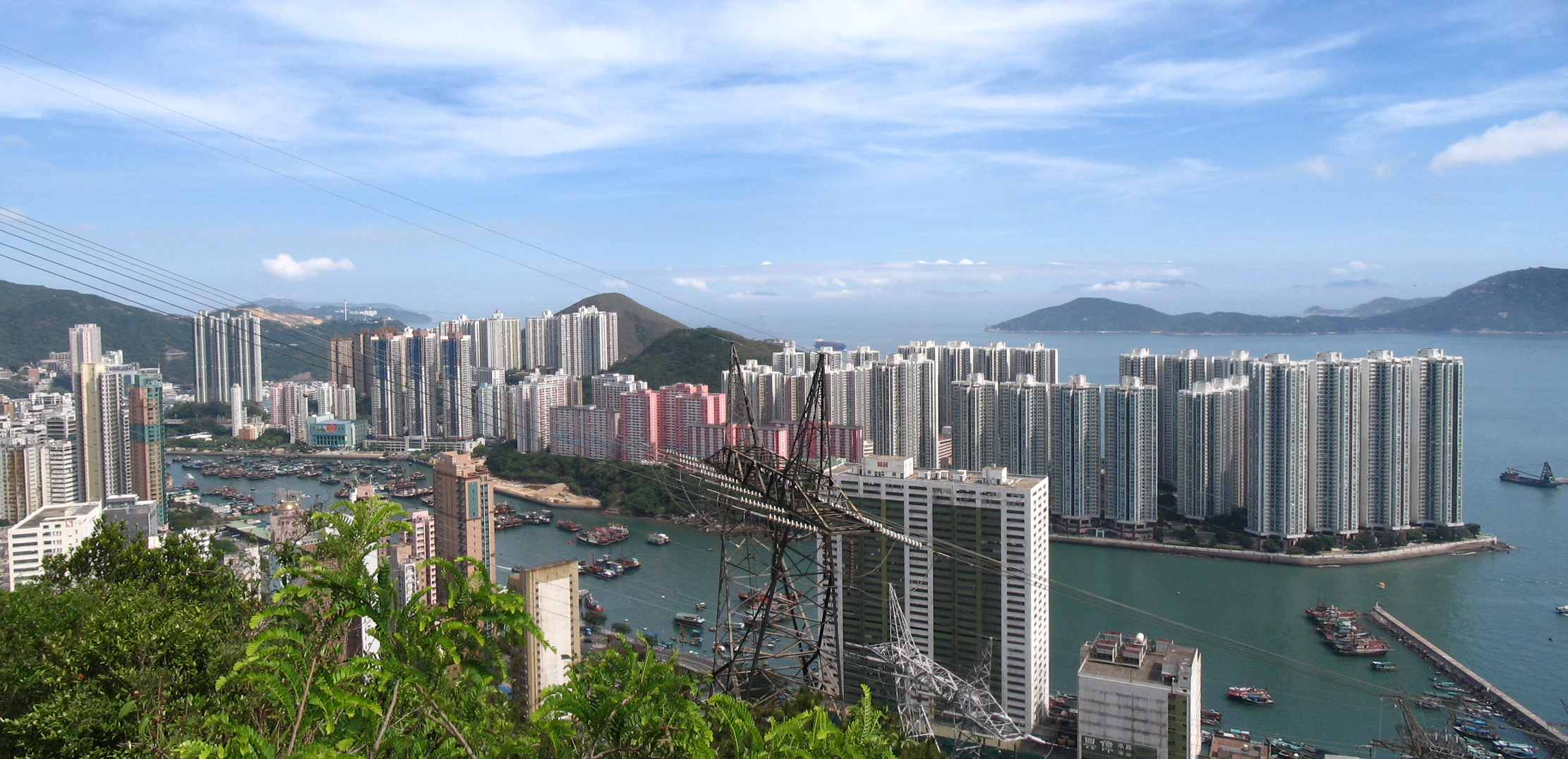
Quang cảnh Áp Lợi Châu nhìn từ đoạn 2 của tuyến đường Cảng Đảo, ở tây nam của đảo Hồng Kông, qua cảng Aberdeen.

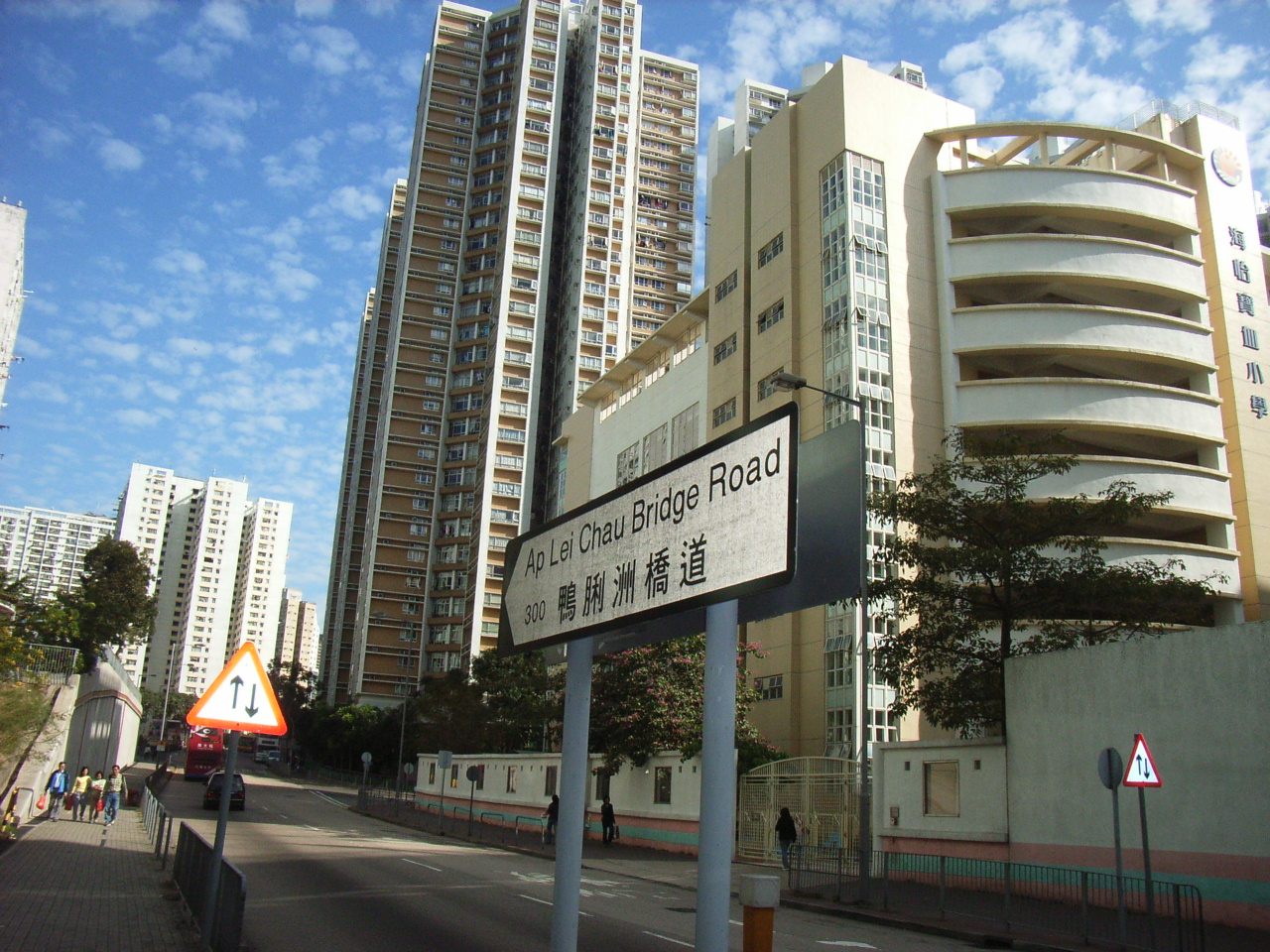
Đường cầu Áp Lợi Châu (鴨脷洲橋道) là tuyến đường chính trên đảo Áp Lợi Châu.

Áp Lợi Châu (tiếng Trung: 鴨脷洲; Yale Quảng Đông: aap3 lei6 jau1, tiếng Anh: Ap Lei Chau), hay đảo Aberdeen, là một hòn đảo của Hồng Kông, nằm ở phía tây nam của đảo Hồng Kông, cạnh cảng Aberdeen và eo biển Aberdeen, với diện tích 1,30 km². Về mặt hành chính, Áp Lợi Châu là một phần của quận Nam. Áp Lợi Châu là một trong số các đảo có mật độ dân cư cao nhất trên thế giới.

## Tên gọi
Từ "Lợi" (脷) trong tiếng Quảng Đông nghĩa là "lưỡi", "Áp Lợi Châu" có nghĩa là "đảo lưỡi vịt" do đảo có hình dạng dài hẹp giống như lưỡi con vịt. Trong tiếng Quảng Đông, từ "lưỡi" đọc gần như từ thực (蝕), song vì kỵ húy nên đổi sang gọi là "lợi", về sau sáng tạo ra chữ "脷".

## Lịch sử
Một bản đồ từ thời nhà Minh đã thể hiện đảo Áp Lợi Châu. Trên bản đồ đó có đánh dấu Hương Cảng thôn (香港村). Có lẽ tên gọi "Hồng Kông" bắt nguồn từ nơi đây.
Áp Lợi Châu che chắn cho cảng Aberdeen, tạo thành một nơi tránh trú bão tuyệt vời, và trên đảo có một thôn chài lưới trước Chiến tranh Nha Phiến lần thứ nhất. Theo Điều ước Nam Kinh, đảo được nhượng cho người Anh cùng với đảo Hồng Kông vào năm 1841. Từ đó, hòn đảo nhỏ này ít được chú ý đến.
Năm 1968, Điện lực Hồng Kông đã cho mở một nhà máy điện trên đảo để cung cấp điện năng cho hoàn bộ hòn đảo Hồng Kông. Năm 1980, một cây cầu đã được xây dựng để kết nối Áp Lợi Châu với đảo Hồng Kông và tạo động lực cho hòn đảo phát triển kinh tế một cách nhanh chóng. Các bất động sản nhà ở công cộng đã được xây dựng để cung cấp nơi ở cho những người dân chịu thiệt hại trong một vụ cháy tại khu tránh bão Aberdeen.
Năm 1989, chức năng cung cấp điện được chuyển cho nhà máy điện trên đảo Nam Nha. Nhà máy điện cũ bị phá bỏ và nền cũ của nhà máy được tái phát triển thành khu dân cư Hải Di Bán Đảo cùng với các hoạt động cải tạo đất.

## Địa lý và nhân khẩu

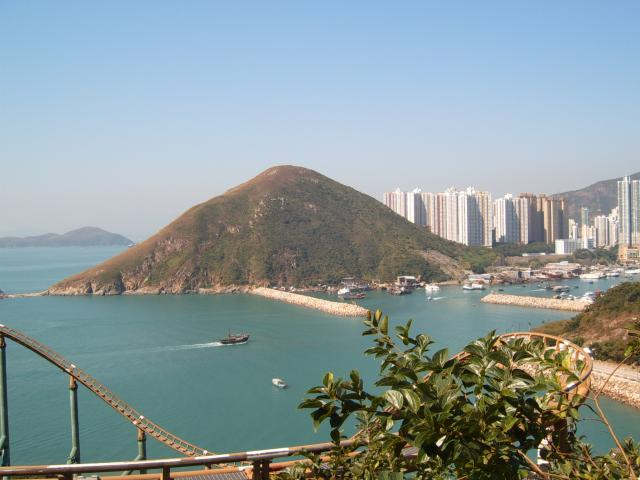
Ngọc Quế Sơn ở phía đông Áp Lợi Châu, nhìn từ Công viên Hải dương Hồng Kông.

Phần phía bắc của đảo có mật độ dân cư cao nhất, trong khi phần phía nam có mật độ dân cư thấp hơn. Đồi cao nhất trên đảo là Ngọc Quế Sơn (玉桂山), với cao độ 196 m.
Đảo bao gồm bốn khu bất động sản nhà ở chính là Lợi Đông thôn, Áp Lợi Châu đại nhai, Áp Lợi Châu thôn và Nam Di Bán Đảo, mỗi khu trong đó bao gồm một vài tòa nhà cao tầng. Có một khu bất động sản công nghiệp ở cực nam của hòn đảo.
Năm 2001, dân số trên đảo Áp Lợi Châu là 86.782 người, trên một diện tích 1,30 km², khiến mật độ dân số trên đảo là 66.755 người/km², và là một trong những đảo có mật độ dân số lớn nhất trên thế giới.
Ten gọi Áp Lợi Châu cũng được dùng để đặt cho Thành hệ địa chất Áp Lợi Châu, bao phủ hầu hết phía nam của đảo Hồng Kông.